# Communauté de communes rurales de la Vallée de la Scarpe
La Communauté de communes rurales de la Vallée de la Scarpe   est une ancienne communauté de communes française, située dans le département du Nord et la région Nord-Pas-de-Calais, arrondissement de Valenciennes. Le 1er janvier 2014, elle intègre la communauté d'agglomération de la Porte du Hainaut.

## Composition
La Communauté de communes rurales de la Vallée de la Scarpe regroupait 7 communes.
| Code INSEE | Commune          | Maire             | Population | Superficie | Délégués |
| ---------- | ---------------- | ----------------- | ---------- | ---------- | -------- |
| 59100      | Bousignies       | Eric Delloye      | 268 hab.   | 314 ha     | nc       |
| 59109      | Brillon          |                   | 684 hab.   | 287 ha     | nc       |
| 59335      | Lecelles         | Edith Hourdeau    | 2 662 hab. | 1 624 ha   | nc       |
| 59511      | Rosult           | Roland Revel      | 1 838 hab. | 816 ha     | nc       |
| 59519      | Rumegies         | Roger Vandeville  | 1 402 hab. | 771 ha     | nc       |
| 59554      | Sars-et-Rosières | Monique Herbommez | 378 hab.   | 260 ha     | nc       |
| 59594      | Thun-Saint-Amand | Rose-Marie Caby   | 1 033 hab. | 371 ha     | nc       |
| Totaux     | 7 communes       | 7 communes        | 8 265 hab. | 4 443 ha   | nc       |

## Présidents
| Période | Période | Identité          | Étiquette | Qualité                   |
| ------- | ------- | ----------------- | --------- | ------------------------- |
|         |         | Monique Herbommez | DVD       | maire de Sars-et-Rosières |
|         |         |                   |           |                           |